# Szent-Györgyi Albert Agóra
A Szent-Györgyi Albert Agóra Szeged egyik közművelődési intézménye, amelyet 2012-ben adtak át. A Kálvária sugárút, Jósika utca, Londoni körút, Gogol utca által közrefogott területen található.
A 6700 négyzetméter területű, amelyből 1700 parkosított. A 2 milliárd forintos beruházás 83%-át európai uniós támogatásból fedezték, az Agora program keretében, kivitelezője a KÉSZ Építő Zrt. volt.

## Tevékenység
A Szent-Györgyi Albert Agórában az MTA Szegedi Biológiai Kutatóközpont látványlaboratóriumot rendezett be, az SZBK kutatásainak disszeminációs terét kialakítva. Az Agóra második és harmadik emeletén látható a Neumann János Számítógép-tudományi Társaság által üzemeltetett informatikatörténeti kiállítás. Szeged mellett Kaposváron, Hódmezővásárhelyen, Békéscsabán, Tatabányán és Szekszárdon nyitottak meg agóra-közművelődési épületeket, közművelődési fejlesztési stratégia keretében.

## Galéria

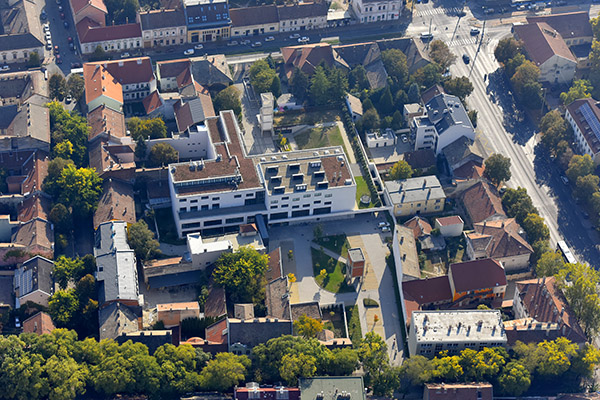
Szent-Györgyi Albert Agóra
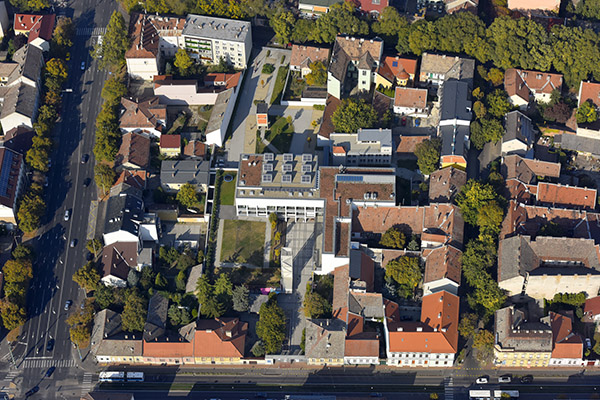
Légi felvételen
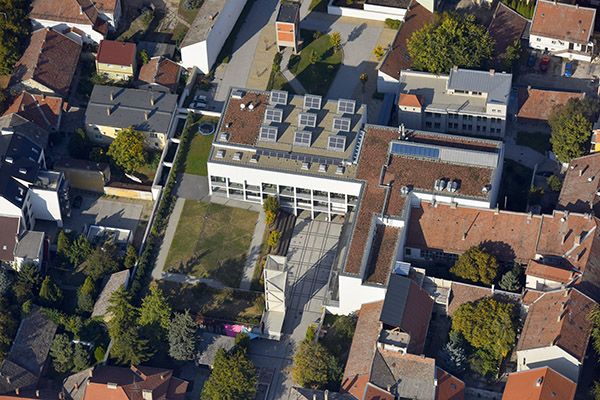
Szent-Györgyi Albert Agóra a magasból

## Külső hivatkozások
- Szent-Györgyi Albert Agóra hivatalos honlapja